# Magnolia duclouxii
Magnolia duclouxii är en magnoliaväxtart som först beskrevs av Achille Eugène Finet och François Gagnepain, och fick sitt nu gällande namn av Hu Hsien-Hsu. Magnolia duclouxii ingår i släktet Magnolia och familjen magnoliaväxter. Inga underarter finns listade i Catalogue of Life.